# Hudlovo, Ujhorod
Hudlovo (în ucraineană Худльово) este localitatea de reședință a comunei Hudlovo din raionul Ujhorod, regiunea Transcarpatia, Ucraina.

## Demografie
Componența lingvistică a localității Hudlovo
     Ucraineană (94,76%)
     Romani (3,79%)
     Alte limbi (1,45%)
Conform recensământului din 2001, majoritatea populației localității Hudlovo era vorbitoare de ucraineană (94,76%), existând în minoritate și vorbitori de romani (3,79%).